# Tremblay Athlétique Club Basket
El TAC Basket, también conocido como Tremblay Athletique Club, es un equipo de baloncesto francés con sede en la ciudad de Tremblay-en-France, que compite en la NM2, la cuarta competición de su país. Disputa sus partidos en el Gymnase Jean Guimier, los grandes partidos los disputa en el Palais des Sports.

## Posiciones en liga
- 2009 - (REGIONAL)
- 2010 - (12-NM2)
- 2011 - (3-NM2)
- 2012 - (8-NM2)
- 2013 - (5-NM2)
- 2014 - (4-NM2)
- 2015 - (3-NM2)
- 2016 - (7-NM2)
- 2017 - (12-NM2)
- 2018 - (10-NM2)
- 2019 - (6-NM2)
- 2020 - (4-NM2)
- 2021 - (Cancelada-NM2)
- 2022 - (11-NM2)